# 何群 (宋朝)
何群，字通夫，北宋果州西充（今四川省西充县）人。
何群好学嗜古，喜欢激扬议论，虽业进士，非其所好。宋仁宗庆历年间，石介在太学，何群以石介为师，被推为学长，他与人议论，常坚持己见，同舍称他为白衣御史。何群刻苦读书，著书数十篇，曾经请恢复古衣冠，又上书称赋文害道，被黜出太学，于是不复举进士。嘉祐年间，龙图阁直学士何剡向宋仁宗上奏其事，赐号安逸处士。